# Panagiōtīs Katsourīs
Panagiōtīs Katsourīs (in greco Παναγιώτης Κατσούρης; Atene, 18 ottobre 1976 – Thermi, 9 febbraio 1998) è stato un calciatore greco, di ruolo centrocampista.

## Biografia
Nato ad Atene, milita nel Naoussa e nel PAOK. Muore il 9 febbraio 1998, al termine di una partita amatoriale di calcio a 5, a causa di un incidente automobilistico presso Thermi, località nelle vicinanze di Salonicco.

## Carriera
Inizia la carriera agonistica nel Naoussa, nel 1996 viene ingaggiato dal PAOK Salonicco, società militante nell'Alpha Ethniki.
Con la società di Salonicco giocherà 24 partite di campionato ed un incontro nella Coppa UEFA 1997-1998 contro l'Atlético Madrid il 21 ottobre 1997.
L'ultima partita disputa prima di morire fu contro l'OFI Creta il 25 gennaio 1998.